# Polytrichum laevipilum
Polytrichum laevipilum là một loài rêu trong họ Polytrichaceae. Loài này được Hampe mô tả khoa học đầu tiên năm 1860.